# Hypostomus nudiventris
Hypostomus nudiventris är en fiskart som först beskrevs av Fowler, 1941.  Hypostomus nudiventris ingår i släktet Hypostomus och familjen Loricariidae. Inga underarter finns listade i Catalogue of Life.